# 略万地区埃普勒维尔
略万地区埃普勒维尔（法語：Épreville-en-Lieuvin，法語發音：[epʁəvil ɑ̃ ljøvɛ̃]）是法国厄尔省的一个市镇，位于该省西部偏北，属于贝尔奈区。

## 地理
略万地区埃普勒维尔（49°12'8"N, 0°32'11"E）面积6.72 平方千米，位于法国诺曼底大区厄尔省，该省份为法国北部内陆省份，北起滨海塞纳省，西接奧恩省和卡爾瓦多斯省，南至厄尔-卢瓦省，东临瓦兹省、瓦兹河谷省和伊夫林省。
与略万地区埃普勒维尔接壤的市镇（或旧市镇、城区）包括：略雷、勒法夫里勒、日韦维尔、略万地区厄德勒维尔、诺阿尔、勒梅尼勒圣让。

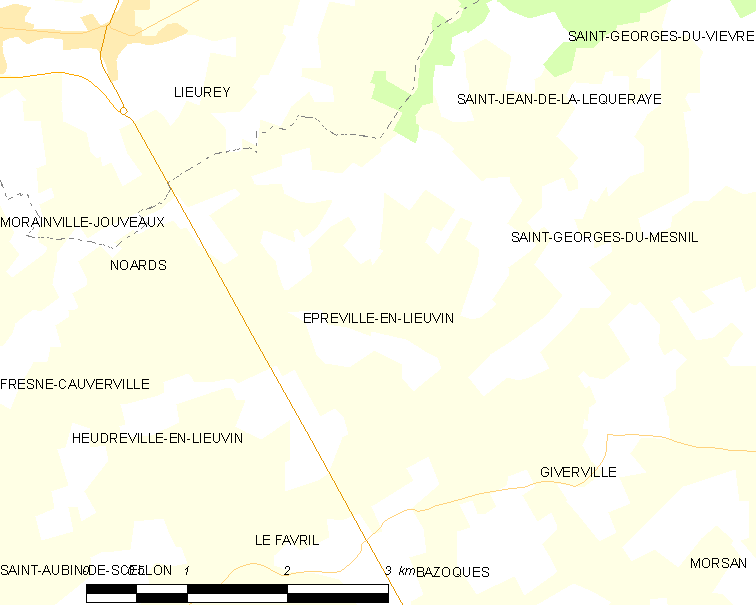
略万地区埃普勒维尔的OSM定位图

略万地区埃普勒维尔的时区为UTC+01:00、UTC+02:00（夏令时）。

## 行政
略万地区埃普勒维尔的邮政编码为27560，INSEE市镇编码为27222。

## 政治
略万地区埃普勒维尔所属的省级选区为伯兹维尔县。

## 人口

1962-2008年间略万地区埃普勒维尔人口变化图示

略万地区埃普勒维尔于2022年1月1日时的人口数量为199人。